# Örebrói repülőtér
Az Örebrói repülőtér (IATA: ORB, ICAO: ESOE) Svédország egyik nemzetközi repülőtere, amely Örebro közelében található. Éves utasforgalma 67 712 fő (2022).

## Futópályák
A repülőtér futópályái:
- 01/19

## Forgalom
Az utasforgalom az elmúlt években az alábbi módon változott:
| Utasok száma | 87 527 | 84 464 | 62 514 | 82 904 | 101 682 | 96 256 | 109 058 | 88 151 | 13 114 | 67 712 |
|              | 2005   | 2007   | 2009   | 2011   | 2013    | 2014   | 2016    | 2018   | 2020   | 2022   |